# 高具秀雄
高具 秀雄（たかぐ ひでお、1917年 - 1996年 ）は、日本のタイトルデザイナー。
主に、トムス・エンタテインメント（旧東京ムービー新社）作品や「まんが日本昔ばなし」のタイトルを制作していた。また高具アトリエを設立し、初期のスタジオジブリ作品などのタイトルを制作した。

## 略歴
戦後、セントラル映画社 や東宝東和 、佐々木プロダクションズ に在籍し、洋画の日本語版タイトルの制作や、予告編のタイトルを書いていた。1970年代以降テレビアニメ作品のタイトルを多く手掛けるようになり、高具アトリエを設立し活動した。1992年以降は、仕事の大半を田上淑子が引き継いでいる。
1996年に死去。

## 参加作品
- ★ - 高具アトリエ担当の作品。

### テレビアニメ
- まんが日本昔ばなし（1975年 - 1994年）タイトル[2][6]
- まんが 花の係長（1976年 - 1977年）タイトル
- 新・巨人の星（1977年 - 1978年）タイトル
- 家なき子（1977年 - 1978年）タイトル
- ルパン三世 (TV第2シリーズ)（1977年 - 1980年）タイトルデザイン
- まんが偉人物語（1977年 - 1978年）題字
- まんがこども文庫（1978年 - 1979年）タイトル
- 宝島（1978年 - 1979年）タイトル
- 新・巨人の星II（1979年）タイトル[7]
- ベルサイユのばら（1979年 - 1980年）タイトル
- ムーの白鯨（1980年）タイトル
- あしたのジョー2（1980年 - 1981年）タイトル
- 太陽の使者 鉄人28号（1980年 - 1981年）タイトル
- おはよう!スパンク（1981年 - 1982年）★ タイトル
- 新・ど根性ガエル（1981年 - 1982年）タイトル
- 六神合体ゴッドマーズ（1981年 - 1982年）タイトル[8]
- じゃりン子チエ（1981年 - 1983年）★ タイトルデザイン
- とんでモン・ペ（1982年 - 1983年）タイトル
- 忍者マン一平（1982年）★ タイトル
- スペースコブラ（1982年 - 1983年）タイトル
- レディジョージィ（1983年 - 1984年）★ タイトル
- 超時空世紀オーガス（1983年 - 1984年）★ タイトル・デザイン
- キャッツ・アイ（1983年 - 1984年）★ タイトル
- ルパン三世 PARTIII（1984年 - 1985年）タイトルデザイン、田上淑子と共同
- ゴッドマジンガー（1984年）★ タイトル
- キャッツ・アイ（2nd Season)（1984年 - 1985年）★ タイトル
- 名探偵ホームズ（1984年 - 1985年）★ タイトルデザイン
- おねがい!サミアどん（1985年 - 1986年）タイトル
- ロボタン（1986年）タイトル
- Bugってハニー（1986年 - 1987年）タイトル
- それいけ!アンパンマン（1988年 - 2000年[注釈 4]）タイトル、田上淑子と共同
- ルパン三世 バイバイ・リバティー・危機一発!（1989年）タイトル、田上淑子と共同
- レスラー軍団〈銀河編〉 聖戦士ロビンJr.（1989年 - 1990年）タイトル、田上淑子と共同
- ルパン三世 ヘミングウェイ・ペーパーの謎（1990年）タイトル、田上淑子と共同
- それいけ!アンパンマン みなみの海をすくえ!（1990年）タイトル、田上淑子と共同
- おちゃめなふたご クレア学院物語（1991年）タイトル、田上淑子と共同
- 緊急発進セイバーキッズ（1991年 - 1992年）タイトル、田上淑子と共同
- ルパン三世 ナポレオンの辞書を奪え（1991年）タイトル、田上淑子と共同
- チエちゃん奮戦記 じゃりン子チエ（1991年 - 1992年）タイトル、田上淑子と共同
- わたしとわたし ふたりのロッテ（1991年 - 1992年）タイトル、田上淑子と共同
- ルパン三世 ロシアより愛をこめて（1992年）タイトル、田上淑子と共同

### OVA
- 魔法の天使クリィミーマミ ロング・グッドバイ（1985年）★ タイトル
- COSMO POLICE ジャスティ（1985年）★ タイトル
- バリバリ伝説 Part I 筑波篇（1986年）★ タイトル
- 魔法のスターマジカルエミ 蝉時雨（1986年）★ タイトル
- 活劇少女探偵団（1986年）★ タイトル
- スペース・ファンタジア 2001夜物語（1987年）★ タイトル
- TWD EXPRESS ROLLING TAKEOFF（1987年）★ タイトル
- マップス 伝説のさまよえる星人たち（1987年）★ タイトル制作
- ルパン三世 風魔一族の陰謀（1987年）★ タイトル
- エースをねらえ!2（1988年）タイトル、田上淑子と共同
- マドンナ2 愛と青春のキック・オフ（1989年）タイトル、田上淑子と共同
- エースをねらえ!ファイナルステージ（1989年 - 1990年）タイトル、田上淑子と共同
- 天外魔境 自来也おぼろ変（1990年）タイトル、田上淑子と共同
- ウィザードリィ（1991年）タイトル、田上淑子と共同
- 静かなるドン（1991年）タイトル、田上淑子と共同

### 劇場アニメ
- 新・巨人の星（1977年）タイトル
- 新・巨人の星 嵐の中のテスト生(1978年)タイトル
- がんばれ!! タブチくん!!（1979年）タイトル、井上直樹と共同
- がんばれ!! タブチくん!! 第2弾 激闘ペナントレース（1980年）タイトル、井上直樹と共同
- がんばれ!! タブチくん!! 初笑い第3弾 あゝツッパリ人生（1980年）タイトル、井上直樹と共同
- あしたのジョー2(1981年)タイトル、井上直樹と共同
- おはよう!スパンク（1982年）★ タイトル
- 新・ど根性ガエル ど根性夢枕（1982年）タイトル
- ジェレミーの木（1983年）タイトル
- 冒険者たち ガンバと7匹のなかま（1984年）タイトル
- 風の谷のナウシカ（1984年）★ タイトル
- 名探偵ホームズ
青い紅玉の巻/海底の財宝の巻（1984年）★ タイトル
- ルパン三世 バビロンの黄金伝説（1985年）タイトル、田上淑子と共同
- 天空の城ラピュタ（1986年）★ タイトル
- 名探偵ホームズ ミセス・ハドソン人質事件の巻/ドーバー海峡の大空中戦！の巻（1986年）★ タイトルデザイン
- 劇場版 宝島（1987年）タイトル
- となりのトトロ（1988年）★ タイトル
- 火垂るの墓（1988年）タイトル、田上淑子と共同
- それいけ!アンパンマン キラキラ星の涙（1989年）タイトル、田上淑子と共同
- それいけ!アンパンマン ばいきんまんの逆襲（1990年）タイトル、田上淑子と共同
- それいけ!アンパンマン おむすびまん（1990年）タイトル、田上淑子と共同
- それいけ!アンパンマン とべ! とべ! ちびごん（1991年）タイトル、田上淑子と共同
- それいけ!アンパンマン ドキンちゃんのドキドキカレンダー（1991年）タイトル、田上淑子と共同
- ガンバとカワウソの冒険（1991年）タイトル、田上淑子と共同

### 人形劇
- チロリン村の村長選挙（1964年）タイトル

### 邦画
- 日本の悪霊（1970年）タイトル

### CM
- ナチュラルグロウ口紅「彼女はフレッシュジュース」（資生堂、1975年）美術[9]